# Municipio de Medellín de Bravo
El municipio de Medellín de Bravo es uno de los municipios del estado mexicano de Veracruz de Ignacio de la Llave, el cual forma parte de la Zona Metropolitana de Veracruz, y cuya cabecera municipal es la localidad de Medellín.

## Límites
Norte: Veracruz
Sur: Tlalixcoyan
Este: Boca del Río y Alvarado
Oeste: Manlio Fabio Altamirano y Jamapa.

## Hidrografía
Se encuentra regado por los ríos Jamapa y Cotaxtla.

## Orografía
El municipio se encuentra ubicado en la zona central del Estado, dentro de las Llanuras de Sotavento.

## Clima
Su clima es cálido-húmedo-extremoso con una temperatura promedio de 25.3 °C; su precipitación pluvial media anual es de 1,417.8 mm.

## Flora
Los ecosistemas que coexisten en el municipio son el de bosque perennifolio con encinos.

## Fauna
En el municipio se desarrolla una fauna compuesta por poblaciones de armadillos, ardillas, conejos, tlacuaches, comadrejas, zorrillos, aves y reptiles.

## Demografía
Medellín tenia una población total de 59 126 personas de acuerdo a los resultados del Censo de Población y Vivienda realizado en 2010 por el Instituto Nacional de Estadística y Geografía, de dicho total 28 431 son hombres y 30 695 son mujeres.

### Localidades
El municipio incluye en su territorio un total de 182 localidades. Las principales, considerando su población del Censo de 2010 son:
| Localidad                           | Población |
| Total Municipio                     | 59 126    |
| Fraccionamiento Puente Moreno       | 13 037    |
| El Tejar                            | 11 168    |
| Fraccionamiento Arboledas San Ramón | 6 050     |
| Paso del Toro                       | 5 197     |
| Los Robles                          | 3 119     |
| Medellín                            | 2 725     |
| La Laguna y Monte del Castillo      | 1 920     |
| Rancho del Padre                    | 1 215     |